# ASAYAKEの中で
「ASAYAKEの中で」（あさやけのなかで）は1995年4月21日にテイチク系のティー・グランドミュージックからリリースされたKey of Lifeのメジャー・デビュー・シングル（CDコードはTGCN-13010）。ボーカルに森ユキ、ラップにGAKUを起用。

## 作品解説
CASIOPEAの楽曲「ASAYAKE」をサンプリングしていることで話題になり、FM802をはじめとする各FM局でヘヴィー・ローテーションされた。1995年当時としては珍しく12cmのシングルCDで発売された。現在廃盤であるが、2004年12月8日に発売されたコンピレーション・アルバム「802 HEAVY ROTATIONS J-HITS COMPLETE'94-'96」（ソニー・ミュージック・ダイレクト）に収録されている。

## 収録曲
※作詞:坂本裕介・GAKU／作曲:坂本裕介／編曲:Key of Life
1. ASAYAKEの中で
2. ASAYAKEの中で（Radio Edit）
3. ASAYAKEの中で（Club Mix）
4. ASAYAKEの中で（Sunshine Mix）
5. ASAYAKEの中で（CAMELEON Magical Remix）
6. ASAYAKEの中で（Original Instrumental）